# Toyota Prius

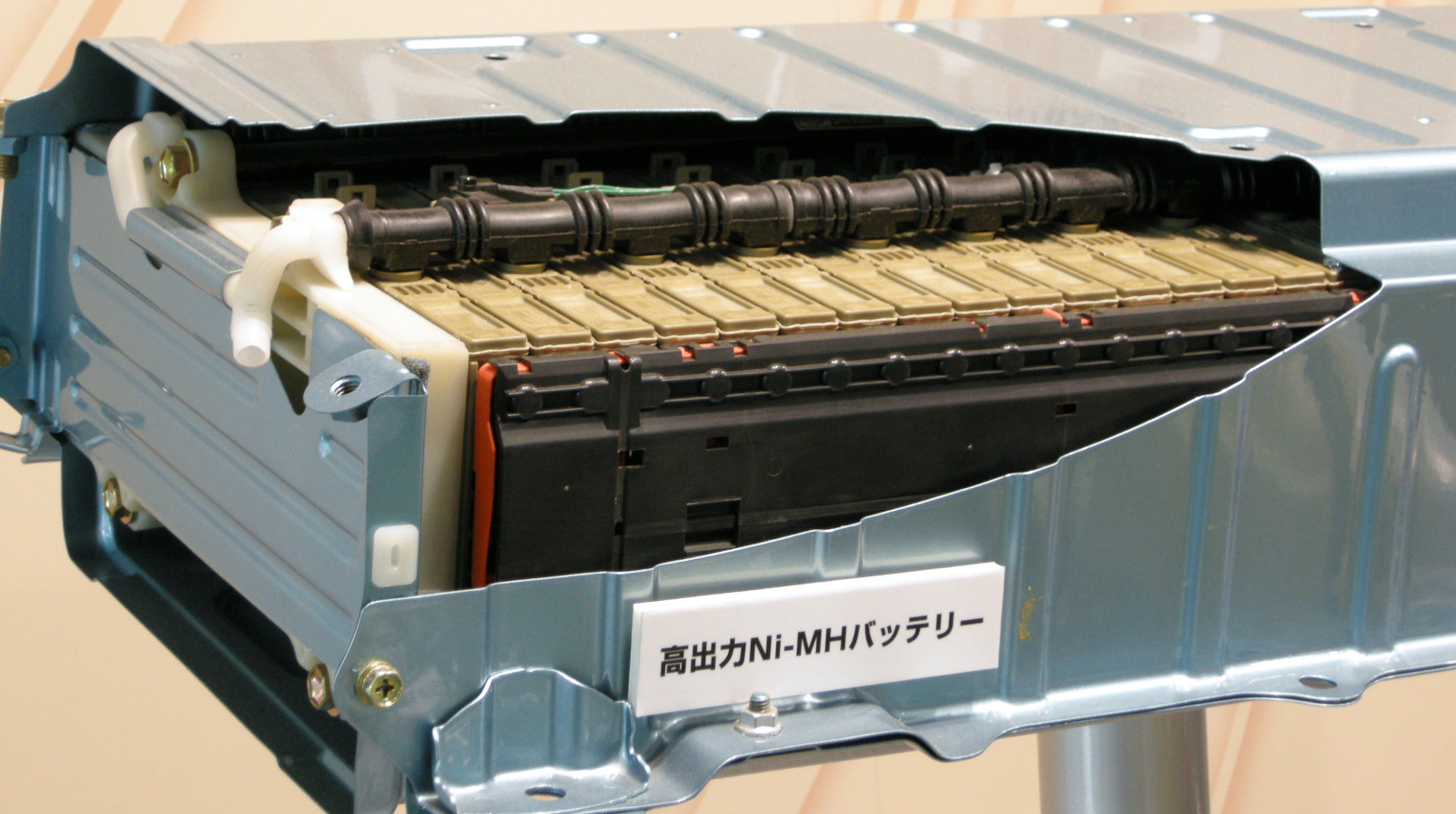
Batterie NiMH de Prius II (1,3 kWh).

La Toyota Prius est une automobile hybride électrique de type berline produite par Toyota depuis 1997 avec cinq générations déjà commercialisées. La dénomination Toyota Prius couvre plusieurs modèles d'automobiles à motorisation hybride, présentant une double motorisation thermique et électrique et équipés du système Hybrid Synergy Drive (HSD). L'énergie utilisée est l'essence, sauf pour les versions rechargeables des Prius III IV et V qui utilisent également l'électricité du secteur et pas uniquement celle produite à bord par les machines électriques.

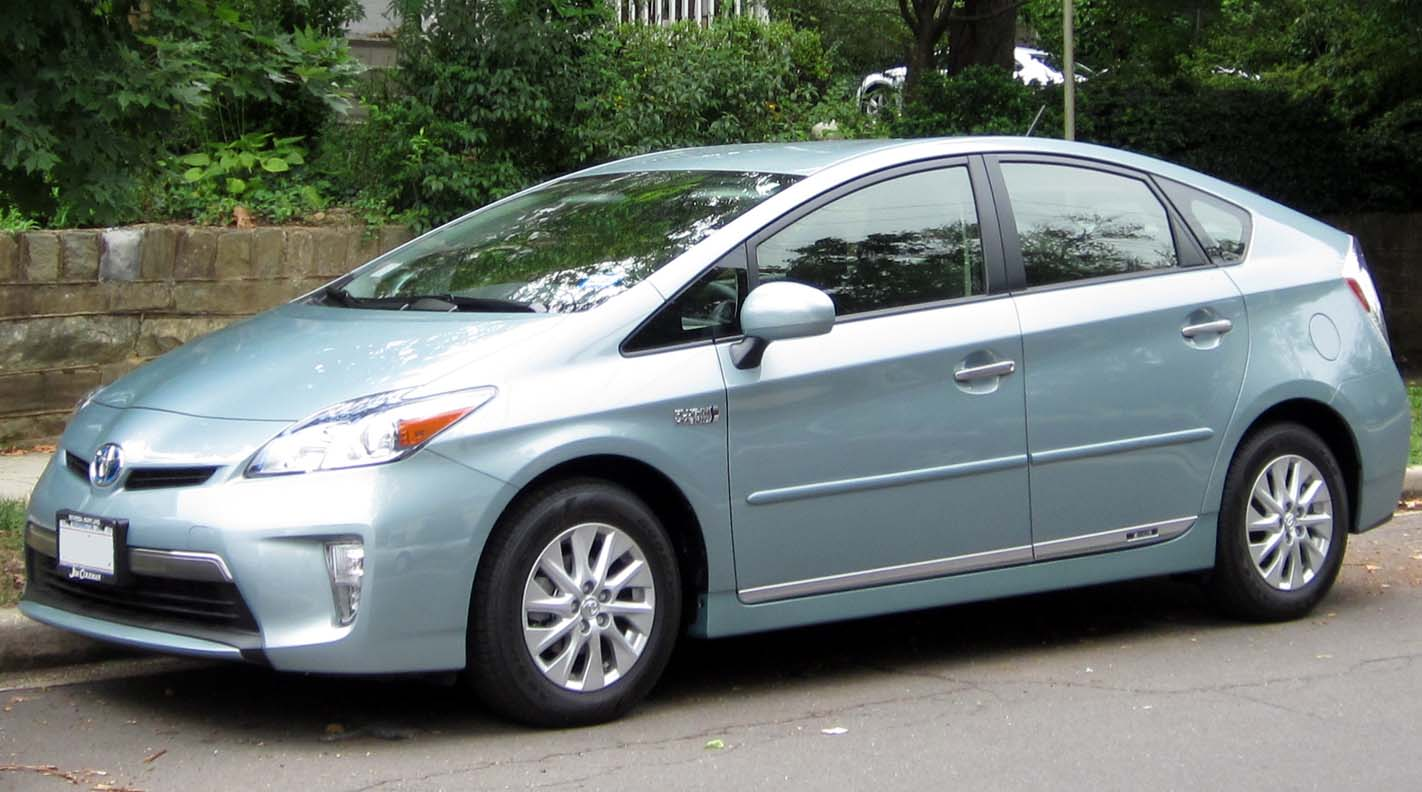
Toyota Prius hybrid de 2012.

## Historique
En 1997, le premier modèle Prius, berline quatre portes, est proposé avec une malle séparée. En 2000, il est suivi par une version techniquement remaniée mais à la carrosserie identique. La Prius II (XW20), modèle à cinq portes et cinq places, est commercialisée fin 2003 au Japon et aux États-Unis, et début 2004 en Europe. Il marque l'accès de cette voiture à une réelle popularité, en particulier aux États-Unis. Le fonctionnement des véhicules hybrides Toyota, c’est la combinaison de deux types d’énergie différentes pour se déplacer : le système de cycle mixte. Le premier type d’énergie utilisée est de nature électrique, soit électrochimique soit électrostatique. Le plus courant, au niveau de l’architecture de la motorisation de ce type de véhicule à fonctionnement hybride, c’est l’association binaire d’un moteur électrique à un moteur thermique, qui lui, sera généralement un carburant : l’essence.
La Prius III a fait son apparition au salon de l'auto de Genève en mars 2009 et est commercialisée en Europe au printemps 2009. Toyota a envisagé de l'assembler également aux États-Unis, mais y renonce en 2010 pour cause de morosité du marché automobile local, repoussant son projet à la prochaine version du véhicule. Une quatrième génération de Toyota Prius a été dévoilée au Salon de Francfort, en septembre 2015.

## Description technique

### Motorisation
Le concept allie un moteur à essence qui serait sous-dimensionné s'il était utilisé seul, complété par deux moteurs-générateurs électriques dénommés MG1 et MG2, de tailles et de puissances différentes ; tous trois sont reliés à un train épicycloïdal. Le moteur thermique est optimisé pour une faible consommation et une pollution limitée (moteur à cycle d'Atkinson où le taux de détente est supérieur au taux de compression).

### Transmission
La transmission est électro-mécanique : le couple et la puissance des différents moteurs sont transmis aux roues par un pont différentiel, la gestion des flux de puissance et de couple est confiée aux moteurs électriques pilotés par un calculateur. Cette transmission ne comporte en particulier aucun embrayage ou dispositif de découplage mécanique entre les moteurs et entre les moteurs et les roues, elle procure les sensations de conduite d'une transmission à variation continue.

### Full-Hybrid
Le fonctionnement est celui d'une automobile type "hybride complète" (traduction du terme anglais full hybrid). Le moteur électrique fonctionne seul à faible puissance (cas où le moteur thermique aurait un rendement très faible), tant que la batterie est suffisamment chargée. Il fournit un appoint pour aider le moteur thermique lorsqu'une puissance plus importante est nécessaire (accélérations, en côte...). En régime de croisière, le moteur thermique peut fonctionner à une pression moyenne effective (charge) plus élevée que nécessaire et utiliser ce surplus d'énergie mécanique pour recharger la batterie.

### Contrôle
Le système de contrôle — nommé Hybrid Synergy Drive (HSD) dans la version 2004, THS précédemment — organise la répartition des efforts entre le moteur thermique et les 2 moteurs-générateurs électriques pour optimiser le rendement global. Contrairement à une opinion répandue, la partie électrique est toujours sollicitée quel que soit le type de conduite, mais pas nécessairement la batterie, l'électricité pouvant passer directement de MG1 à MG2 ou inversement ; c'est le principe même d'une transmission électro-mécanique qui permet de faire varier le couple appliqué aux roues comme le ferait une boîte de vitesses mécanique, mais par voie électrique et sans rupture de couple. Le moteur/générateur électrique de traction MG2 est relié aux roues motrices avec un rapport fixe et unique. Sauf à l'arrêt du véhicule, le moteur/générateur électrique de traction MG2 tourne donc toujours quelle que soit la vitesse. En marche arrière, il tourne en sens inverse et fournit seul l'effort de traction.

### Récupération d'énergie
Afin de pouvoir récupérer de l'énergie lors des ralentissements, le freinage est lui aussi hybride et contrôlé par ordinateur :
Dès que l'accélérateur est relâché, le moteur thermique n'est plus alimenté en carburant (il s'arrête physiquement au-dessous de 70 km/h environ) et le frein moteur est assuré par MG2 qui recharge la batterie (freinage régénératif).
Lorsqu'on actionne la pédale de frein, c'est d'abord MG2 qui fournit l'effort de freinage avant de laisser opérer les freins à disques traditionnels quand la pression sur le frein augmente. Bien que la puissance de MG2 soit de 60 kW[réf. nécessaire] (Prius III), la puissance de freinage électrique est limitée par la puissance de charge que peut supporter la batterie (27 kW d'après le constructeur)[réf. nécessaire], ce qui incite le conducteur à réaliser des freinages doux pour récupérer le maximum d'énergie et abaisser ainsi sa consommation.[réf. souhaitée]

### Consommation
Bien que fonctionnant uniquement avec de l'essence comme source primaire d'énergie, la consommation de la motorisation hybride de la Prius est de l'ordre de 5 L/100 km en situation réelle. Ce résultat est obtenu en faisant fonctionner le moteur thermique le plus près possible de son rendement maximum, ce qui est impossible sur une voiture traditionnelle à cause des fluctuations de puissance très importantes liées aux variations de la vitesse. La réversibilité des moteurs électriques permet également de récupérer lors des freinages une partie de l'énergie habituellement perdue sous forme de chaleur, en utilisant MG2 comme générateur pour recharger la batterie. Cette particularité est mise à profit en circulation urbaine, où la Prius excelle sur le plan du rendement par rapport aux automobiles à propulsion purement thermique.
Le cycle urbain se caractérisant par des arrêts et des faibles vitesses, la voiture n’a alors besoin que de peu de puissance ; le moteur thermique n'y fonctionne qu'en cas de forte accélération et la batterie se recharge lors des freinages. En cycle urbain, une voiture avec un moteur hybride consomme donc bien moins qu'une voiture non hybride de même catégorie.

Sur route et voie rapide, la Prius a aussi une consommation plus faible que les voitures familiales à essence commercialisées à la même date (2009) grâce à un plus faible coefficient de traînée et à une gestion optimisée du moteur thermique.

## Première génération (1997 - 2003)
Le premier modèle, la Prius I (type XW10), une berline à quatre portes avec une malle séparée, a été proposé en 1997 au Japon seulement. Il a été suivi en 2000 par une version techniquement remaniée mais à la carrosserie identique (XW11), disponible également en Europe, aux États-Unis et en Australie.

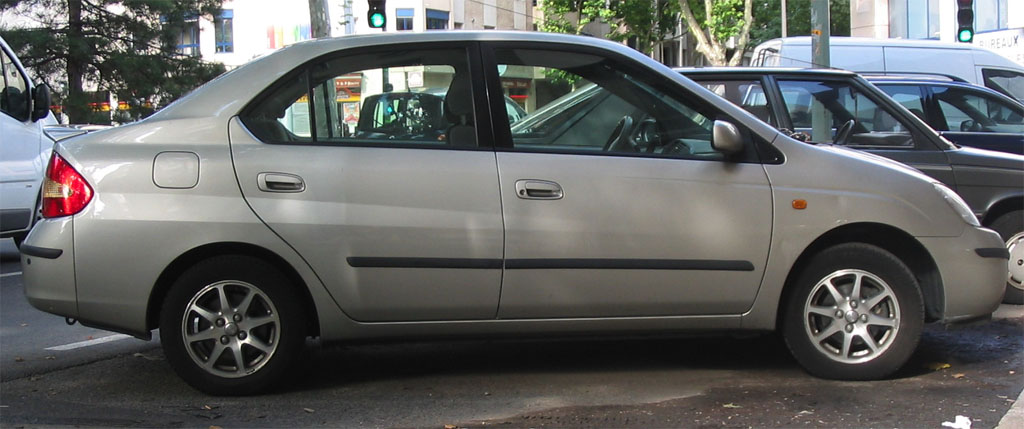
Toyota Prius I XW11 (2000-2003).

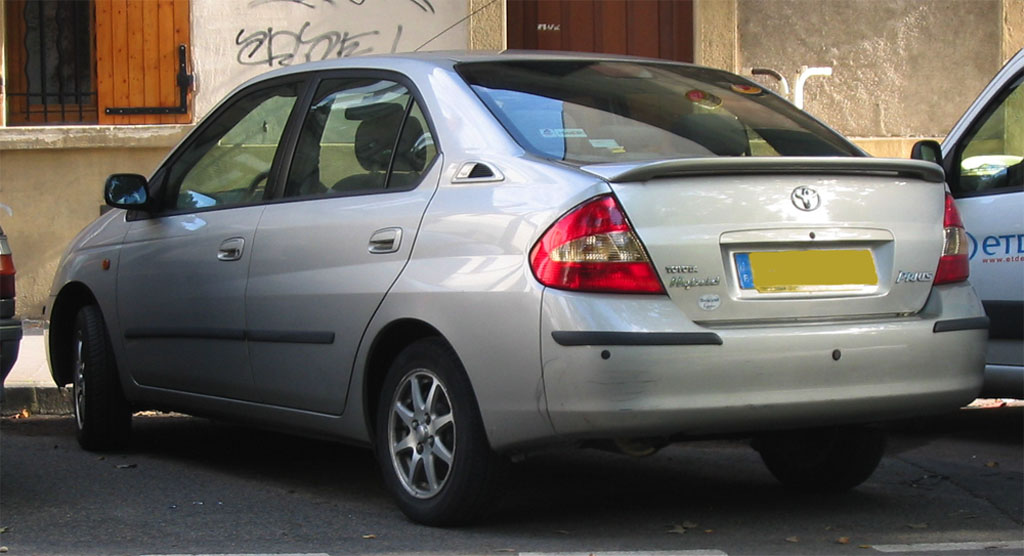
Toyota Prius I XW11 (2000-2003).

## Deuxième génération (2004 - 2009)

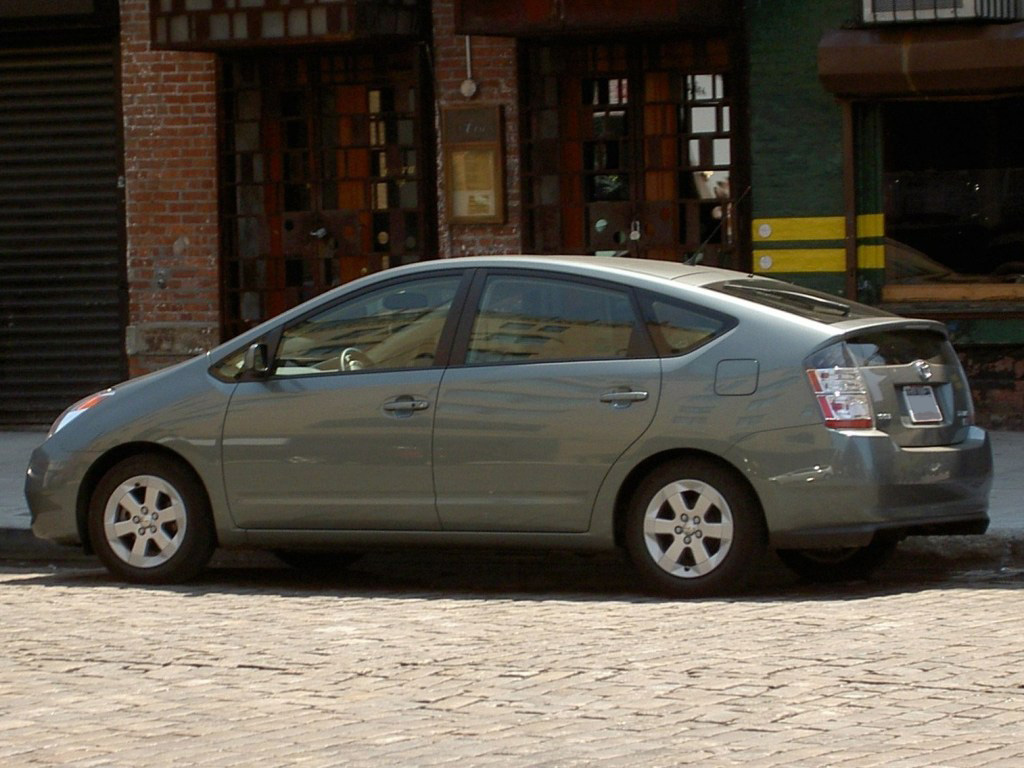
Toyota Prius II XW20 (2003-2009).

La deuxième génération de Prius bénéficie d'une carrosserie totalement redessinée. Allongée de 30,5 cm pour atteindre 4,45 m, dont 15 cm sur l’empattement, la Prius modèle 2004 (XW20), gagne en habitabilité à l’arrière et offre un coffre de 408 litres au total, comprenant un espace de rangement de 41 litres sous plancher. Son Cx de 0,26 lui donne une ligne fluide.
La demande excédant largement l'offre, la production a été doublée en 2005 pour atteindre 100 000 exemplaires. Aux États-Unis, son marché préférentiel avec le Japon, il se vendait environ 8 000 à 10 000 Prius par mois au début de l'année 2005. La production mondiale de Prius (toutes générations confondues) a dépassé la barre des 500 000 exemplaires fin avril 2006 selon Toyota.
La Prius II était proposée à 25 550 € en France en 2004 (prix catalogue, ne tenant pas compte d'éventuelles remises de Toyota), année où seulement cinq cents exemplaires étaient disponibles, ce nombre fut porté à 2 500 en 2005. Elle donnait alors droit à un crédit d'impôt de 1 524 €. En janvier 2006, ce crédit d'impôt a été porté à 2 000 € afin d'encourager les économies d'énergies. Au 1er janvier 2008, il a été remplacé par un Bonus-malus écologique de la même valeur.
En Belgique, moins de 105 g de CO2 par km permet une réduction d'impôt. En effet, la prime de l'état est alors portée à 15 % de la valeur totale de la voiture avec un plafond à 4 350 € TTC. Cette prime est directement enlevée de la facture et c'est le constructeur qui se fait rembourser par l'État. De plus, la région wallonne de Belgique offre une prime à l'immatriculation des voitures peu polluantes et la Prius rentre dans la catégorie des « plus écologiques », elle bénéficie donc d'un bonus de 1 000 €.
Elle a été élue Voiture de l'année 2005 en Europe. En mai 2008, Toyota a annoncé avoir vendu un million de Prius dans le monde.

## Troisième génération (2009 - 2016)

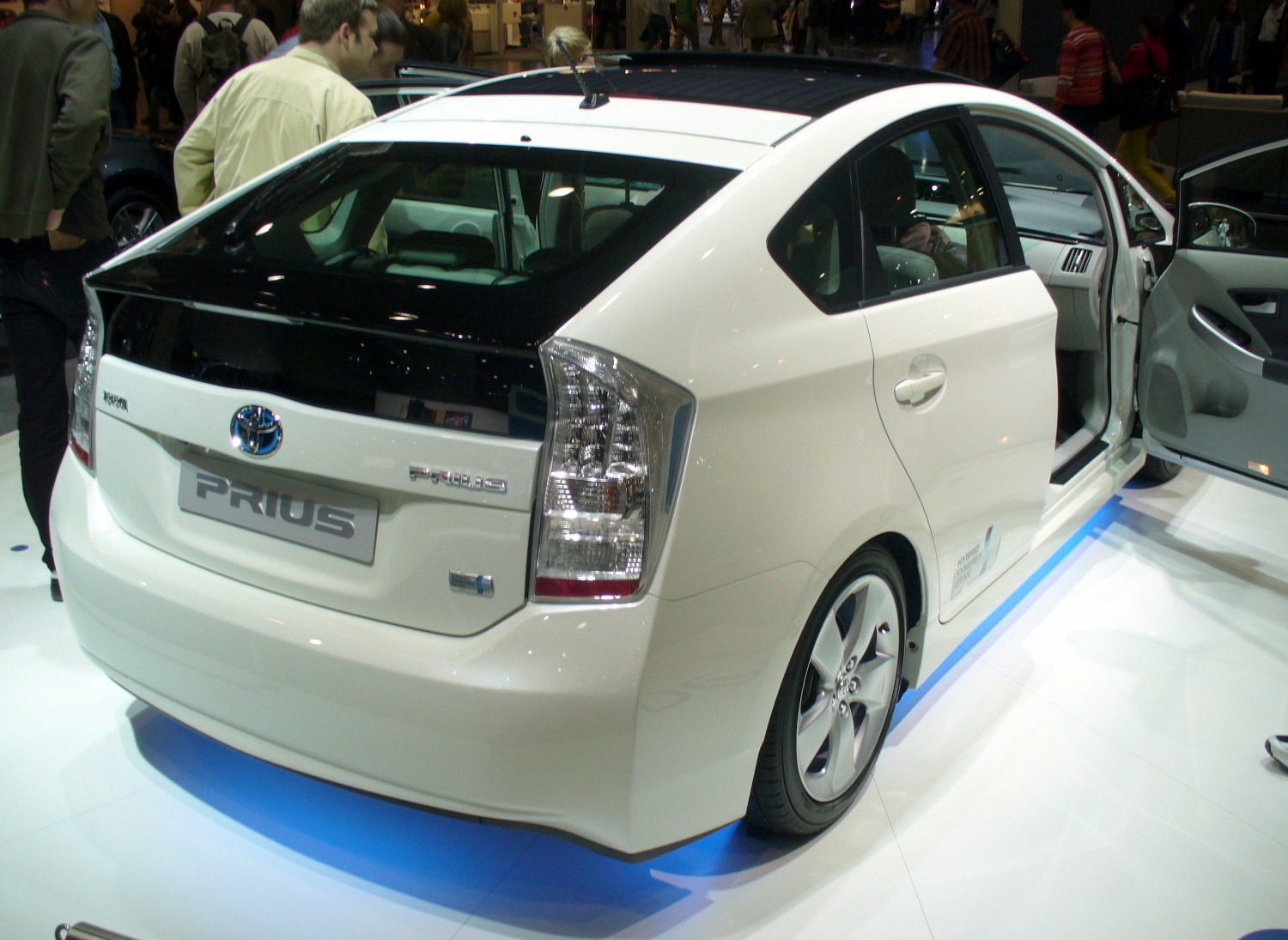
Toyota Prius III vue arrière (2009 -).

La troisième génération de Prius (Prius III) est lancée au printemps 2009 en Europe : le modèle XW30 (voir infobox en haut de page) :
- Plus longue (15 mm) et plus large (20 mm), les occupants des places arrière, peuvent dorénavant compter sur une meilleure garde au toit
- Son moteur thermique ne comporte plus aucune courroie (la pompe à eau est électrique) et sa puissance est de 98 ch
- La puissance totale combinée passe de 110 à 136 ch
- La cylindrée passe de 1,5 à 1,8 L
- Le freinage est plus facile à moduler
- L'affichage de la récupération d'énergie passe du grand écran au compteur
- Phares à LED en option
- Régulateur de vitesse qui s'adapte en fonction de la distance des autres véhicules (en option dans certains pays dont la Belgique)
- Toit ouvrant avec panneau solaire et ventilation à énergie solaire en option
- Affichage tête haute par projection sur le pare-brise
- Cx de 0.25 [8] (-0,01 par rapport à la seconde génération)
- Émission de CO2 : 89 g/km

Cette troisième génération de Prius a terminé en tête de son marché en 2009 au Japon, toutes catégories confondues. En octobre 2010, Toyota annonce avoir vendu deux millions de Prius dans le monde (depuis le lancement du premier modèle). Une version légèrement modifiée est présentée début 2012.
Cette 3e génération ne peut toujours pas être équipée d'un attelage.
En décembre 2013, Consumer Reports a nommé la Prius « Meilleur rapport qualité-prix », pour la deuxième année consécutive.
En février 2014, Toyota rappelle deux millions de Prius dans le monde à la suite de la détection d'un défaut du logiciel pour les modèles construits entre janvier 2009 et janvier 2014. Lors de certaines utilisations, le programme peut mettre la voiture en mode "de sécurité", ce qui en limite la puissance. Cela peut même aller jusqu’à couper le système hybride, ce qui provoque l’arrêt de l’auto. Toyota précise qu’aucun accident dû à ce dysfonctionnement n'est à déplorer. L’intervention dure environ 40 min selon le SAV Toyota.
Une étude iSeeCars de 2019 a classé la Prius comme le deuxième véhicule le plus longtemps conservé parmi les conducteurs américains.

### Prius hybride rechargeable

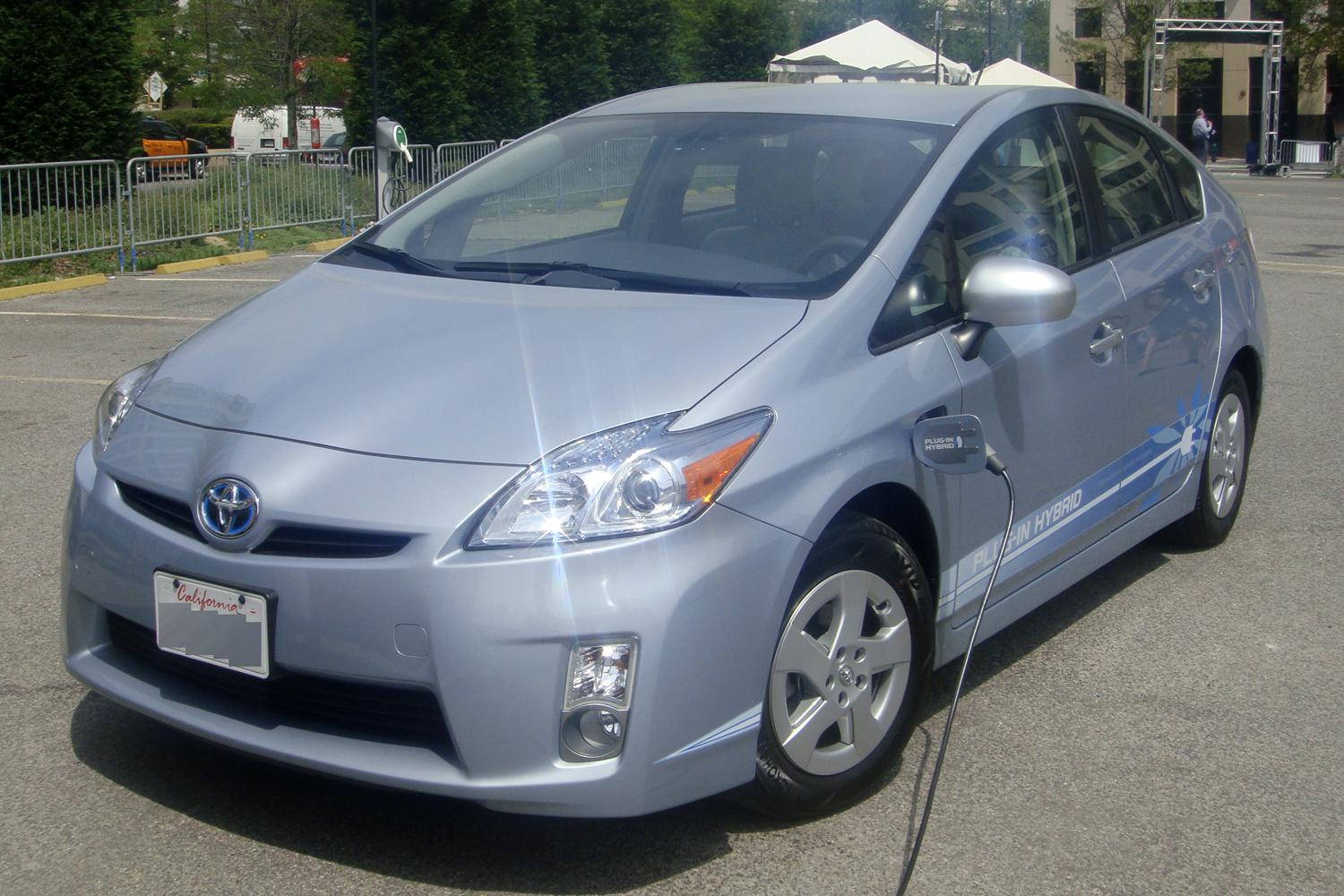
Prototype de Prius III Plug-in Hybrid (avril 2011).

Une version Plug-in Hybrid de la Prius III est présentée lors de différents salons en 2009. Des expérimentations sont menées au cours de l'année 2010 au Japon, aux États-Unis et en France, à Strasbourg pour déterminer les conditions dans lesquelles sont utilisés les VHR et l'infrastructure de charge.
La version de série de la Toyota Prius III hybride rechargeable (Plug-in) a été présentée au Salon de l'automobile de Francfort en septembre 2011 et sa commercialisation a débuté en Europe au cours de l'été 2012.
Ce nouveau modèle est équipé d'une batterie lithium-ion de 4,4 kWh qui autorise jusqu'à 23 km d’autonomie en mode électrique. Le temps de recharge via une prise classique est de 90 minutes. Cette version rechargeable est dotée des mêmes moteurs que la Prius III classique : à essence 1,8 L de 100 ch, associé à un moteur électrique de 81 ch. Au total, la combinaison des deux moteurs offre une puissance de 136 chevaux. Toyota annonce une consommation moyenne en cycle mixte de 2,2 L/100 km et un taux de CO2 de 49 g/km (chiffres en cours d'homologation européenne).[réf. nécessaire]

## Prius + (2012 - 2021)

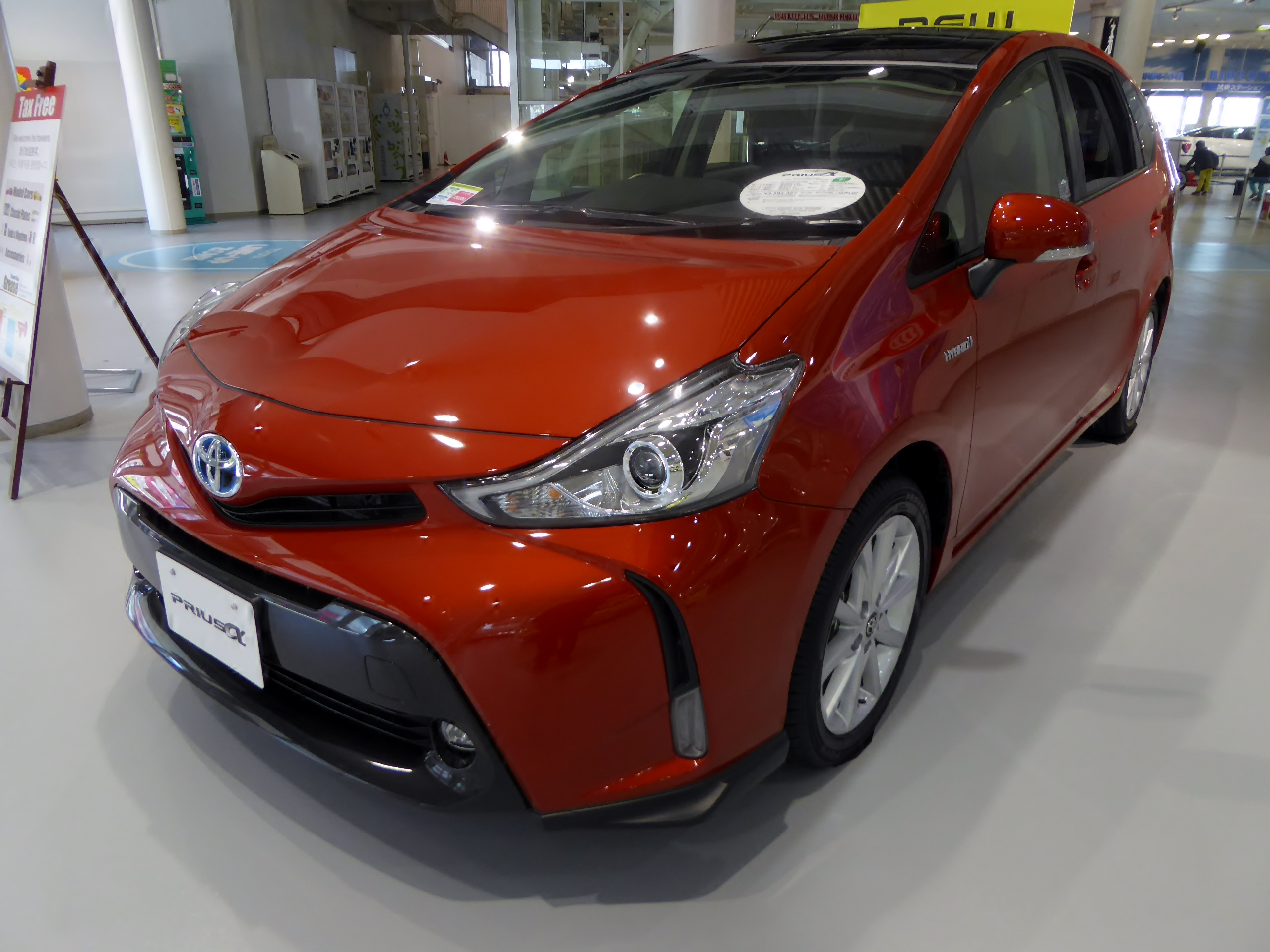
Toyota Prius Alpha.

Une Prius monospace a été présentée au salon de Détroit en 2011. Lancée en mai 2011 au Japon sous le nom de « Prius Alpha », elle est commercialisée à partir de juin 2012 en Europe sous le nom de « Prius + ». Comme les Prius rechargeables elle bénéficie de la technique des batteries lithium-ion plus compactes que celles des Prius non-rechargeables. Ces batteries sont donc placées entre des deux sièges avant pour faire place à deux sièges supplémentaires dans le coffre, tout au moins sur les versions européennes.

## Quatrième génération (2016 - 2022)
En août 2015, le directeur de Toyota, Satoshi Ogiso, qui était l'ingénieur en chef pour la gamme Prius, a annoncé quelques améliorations et fonctionnalités principales pour la prochaine génération de Prius, attendue pour le début 2016. Elle existe en hybride et en hybride rechargeable,.
En septembre 2015, l'auto a été présentée pour la première fois au public lors du Salon de Francfort 2015. Elle repose sur une toute nouvelle plateforme technique baptisée TNGA GA-C (Toyota New Global Architecture) modèles compacts. La Prius est le premier modèle Toyota à bénéficier de cette nouvelle plateforme. Elle est présentée au Salon de Tokyo 2015 qui a lieu du 29 octobre au 8 novembre 2015.
Au salon de Los Angeles 2018, Toyota présente la phase 2 de la quatrième génération de Prius, avec une version E-Four à quatre roues motrices,.

La commercialisation de la Prius en France prend fin durant le troisième trimestre 2022.

Toyota Prius HSD (hybride)
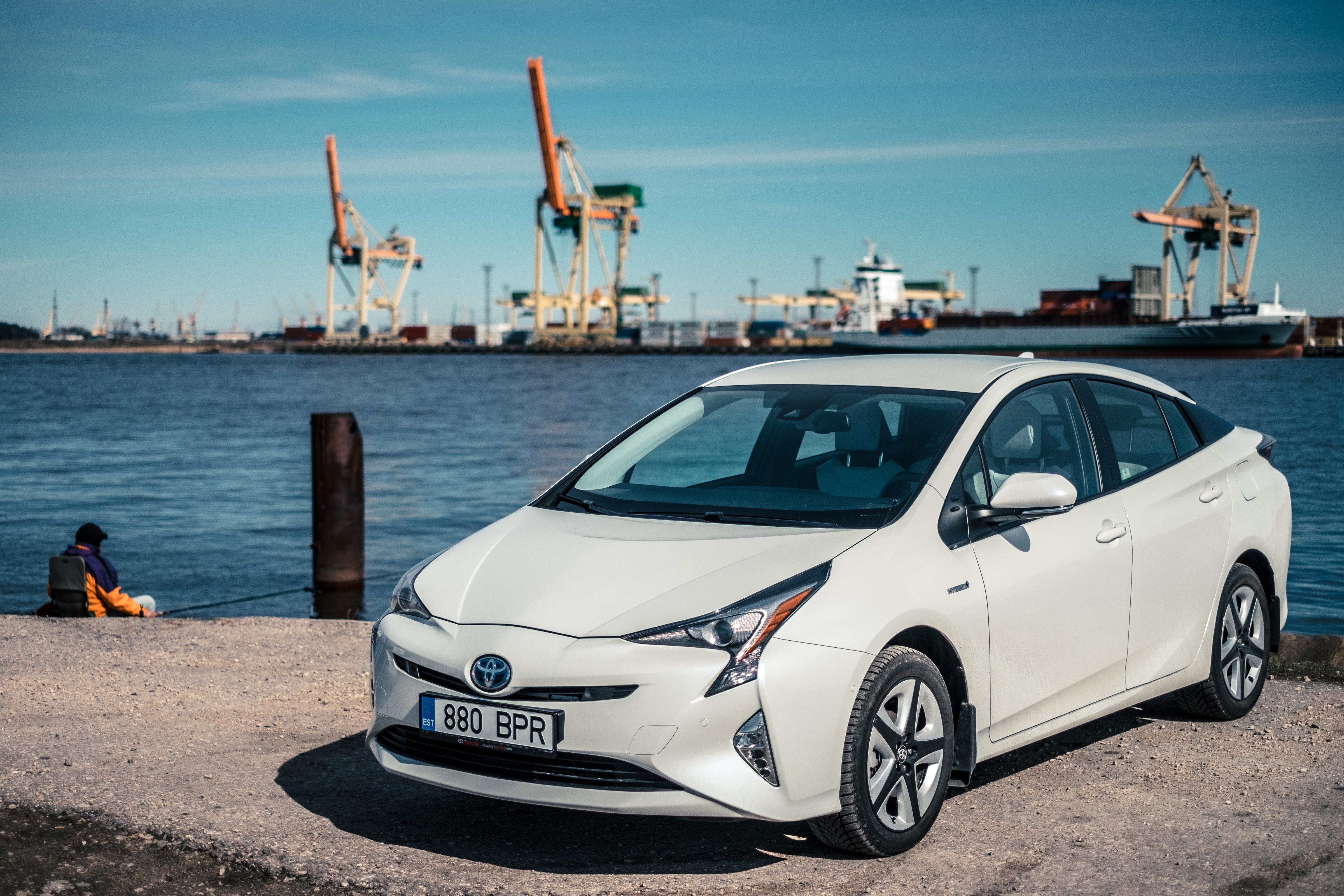
Phase 1.
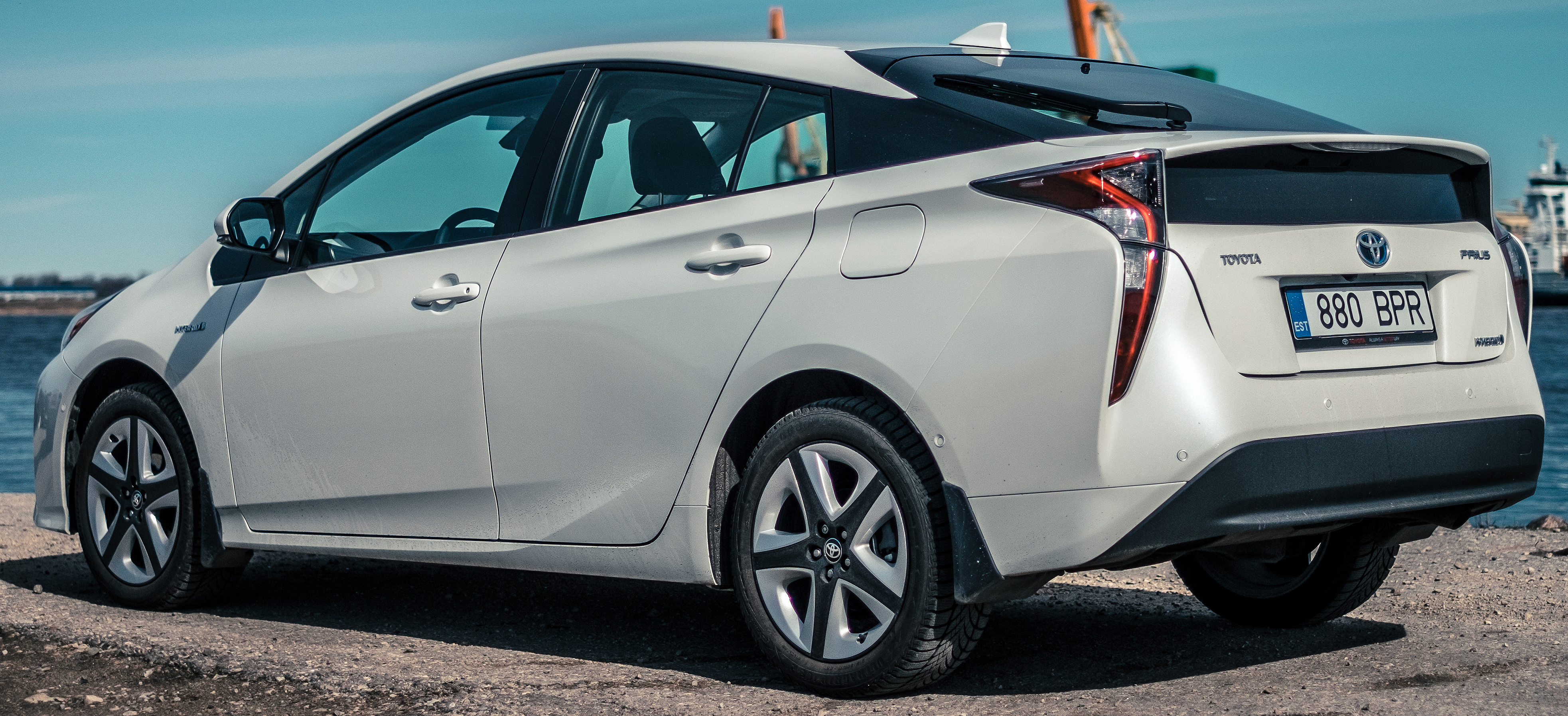
Phase 1.
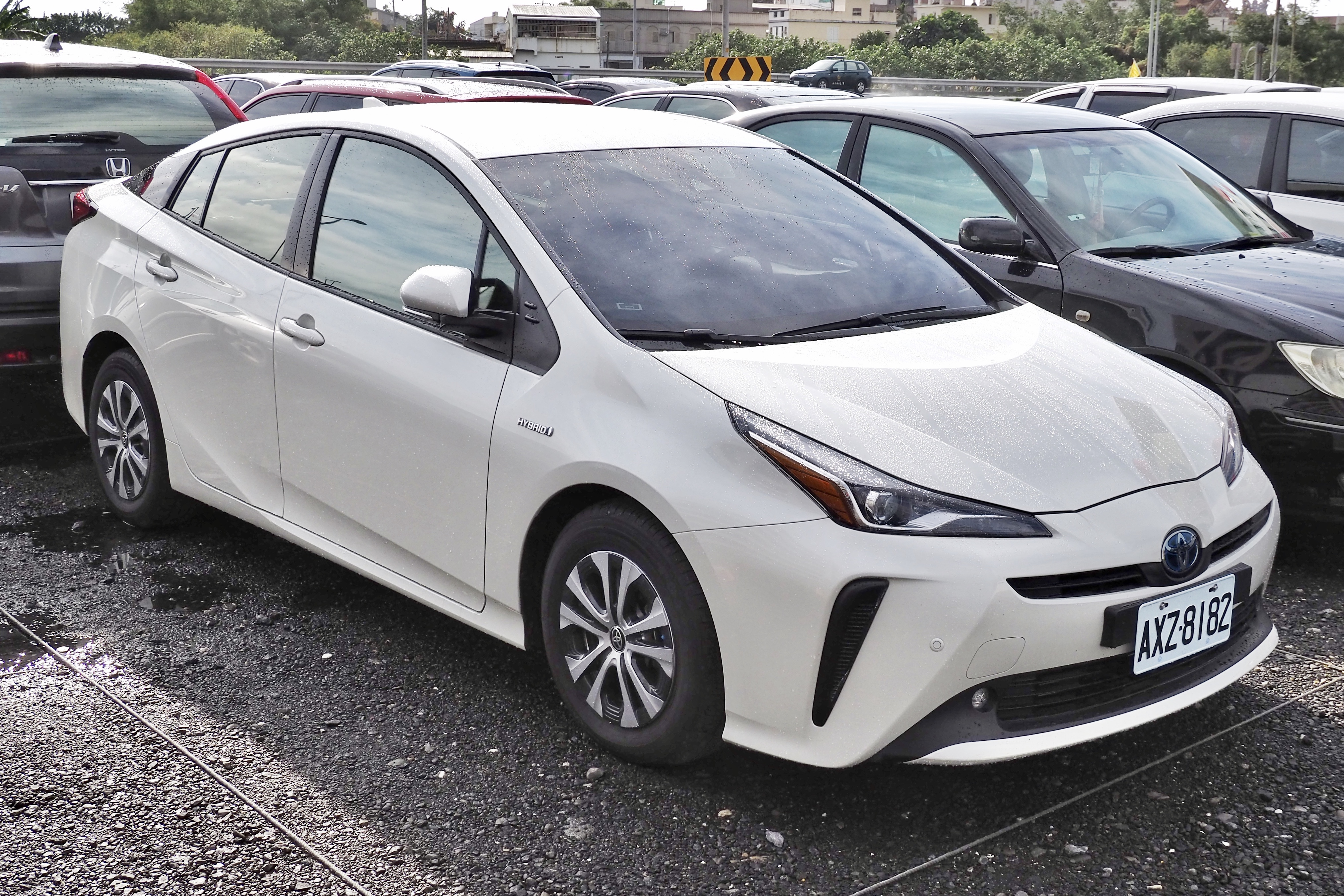
Phase 2.
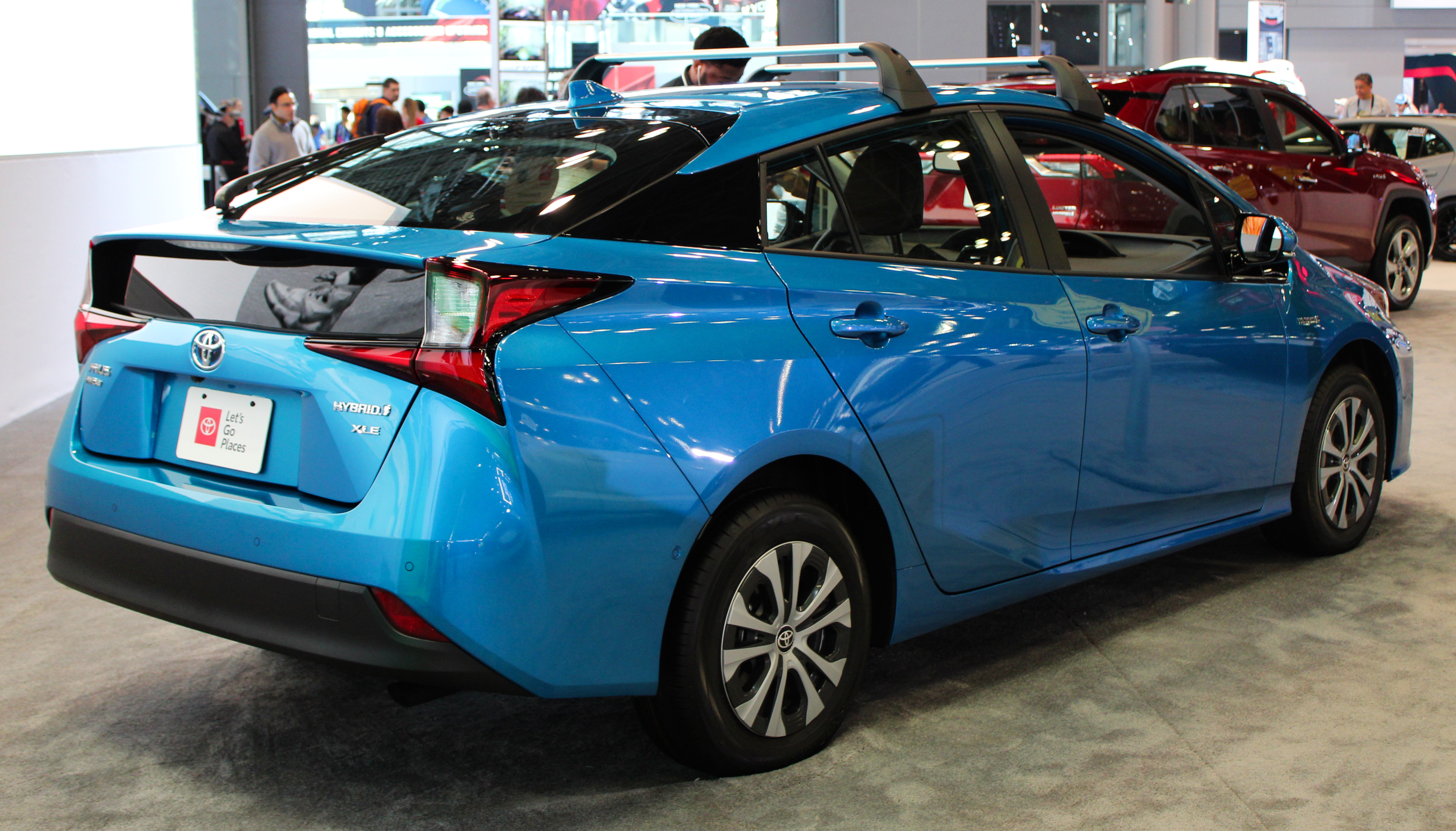
Phase 2.

### Prius hybride rechargeable
La version hybride rechargeable de la Prius 4 a été dévoilée au Salon de New York 2016. Elle est disponible au Japon, en France, aux États-Unis (dans tous les États) et au Canada sous la marque Prius Prime. L'autonomie de la batterie est de 50 km.
Le premier modèle ne comportait que quatre places (raison : une cinquième personne aurait trop alourdi le véhicule), à partir de 2019, une cinquième place a été installée. 
La taille du coffre est réduite à cause de la taille de la batterie de 8,8 kw, soit le double de la Prius hybride rechargeable de la génération précédente . Malgré une masse supérieure de 180kg, et une puissance identique, les performances sont presque identiques à la version hybride : c’est la vitesse maximale qui va être minimisée.
Cette version est plus longue de 16,5 cm et remodelée à l’avant et à l’arrière, adoptant une proue et une poupe spécifique. Elle adopte des phares LED matrix spécifiques, une lunette arrière à double bosse et un arrière à signature spécifique.
La version vendue en France comporte l’option toit solaire, devant recharger 5 km/jour d’autonomie en moyenne annuelle.
Elle comporte 3 batteries de 3 technologies différentes : batterie 12v pour accessoires, batterie hybride et batterie de décharge du panneau solaire qui se videra dans la batterie du système hybride !
Son cx est de 0,25, soit légèrement supérieur modèle de base (0,24) : il nécessite un refroidissement supérieur.
Le réglage des suspensions a été également modifié pour supporter le poids supplémentaire et assurer un comportement routier de bon niveau malgré le changement de la répartition des masses.

2 prises de rechargement sont livrées : secteur et type 2.

Toyota Prius PHEV (hybride rechargeable)
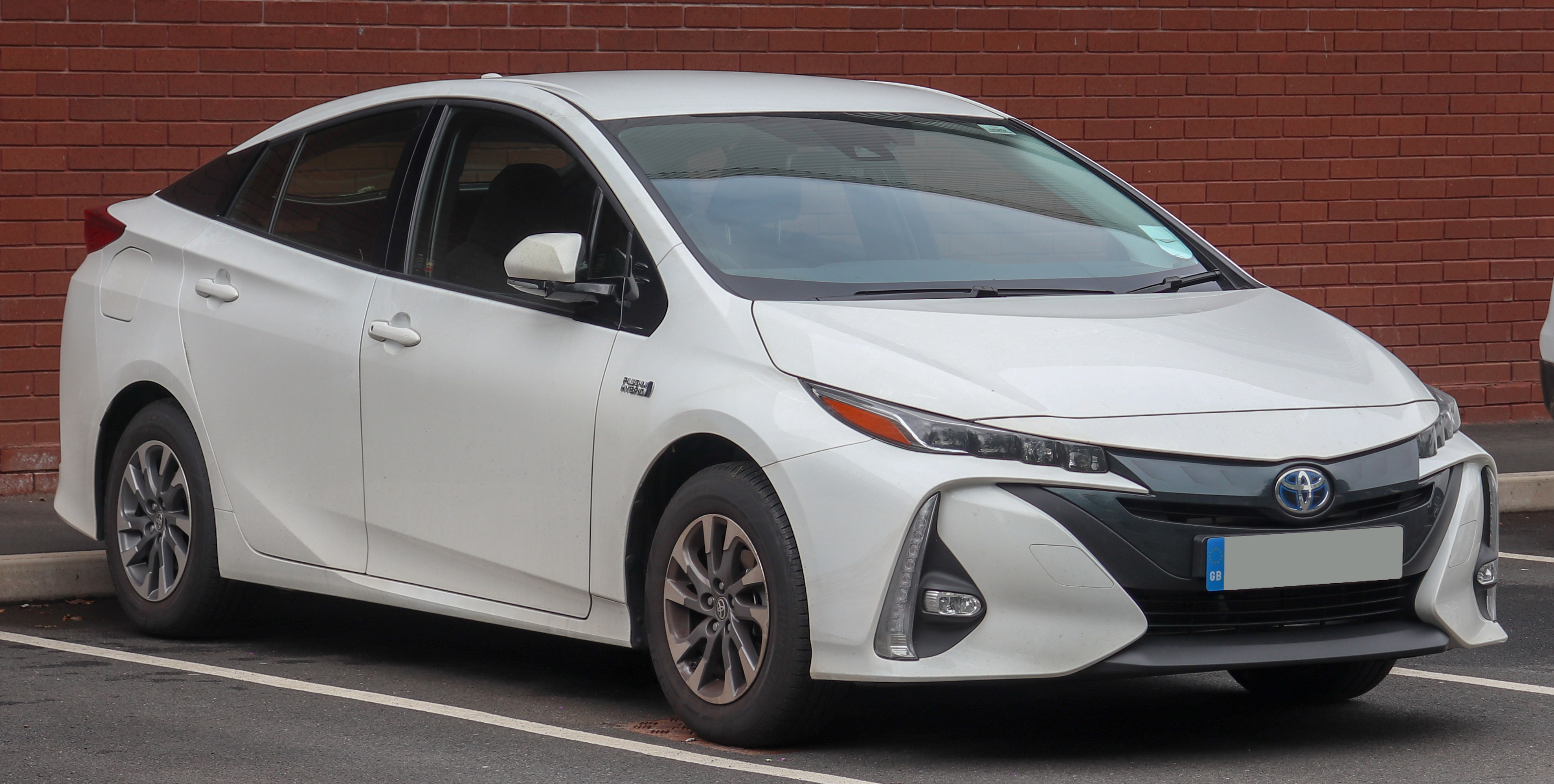
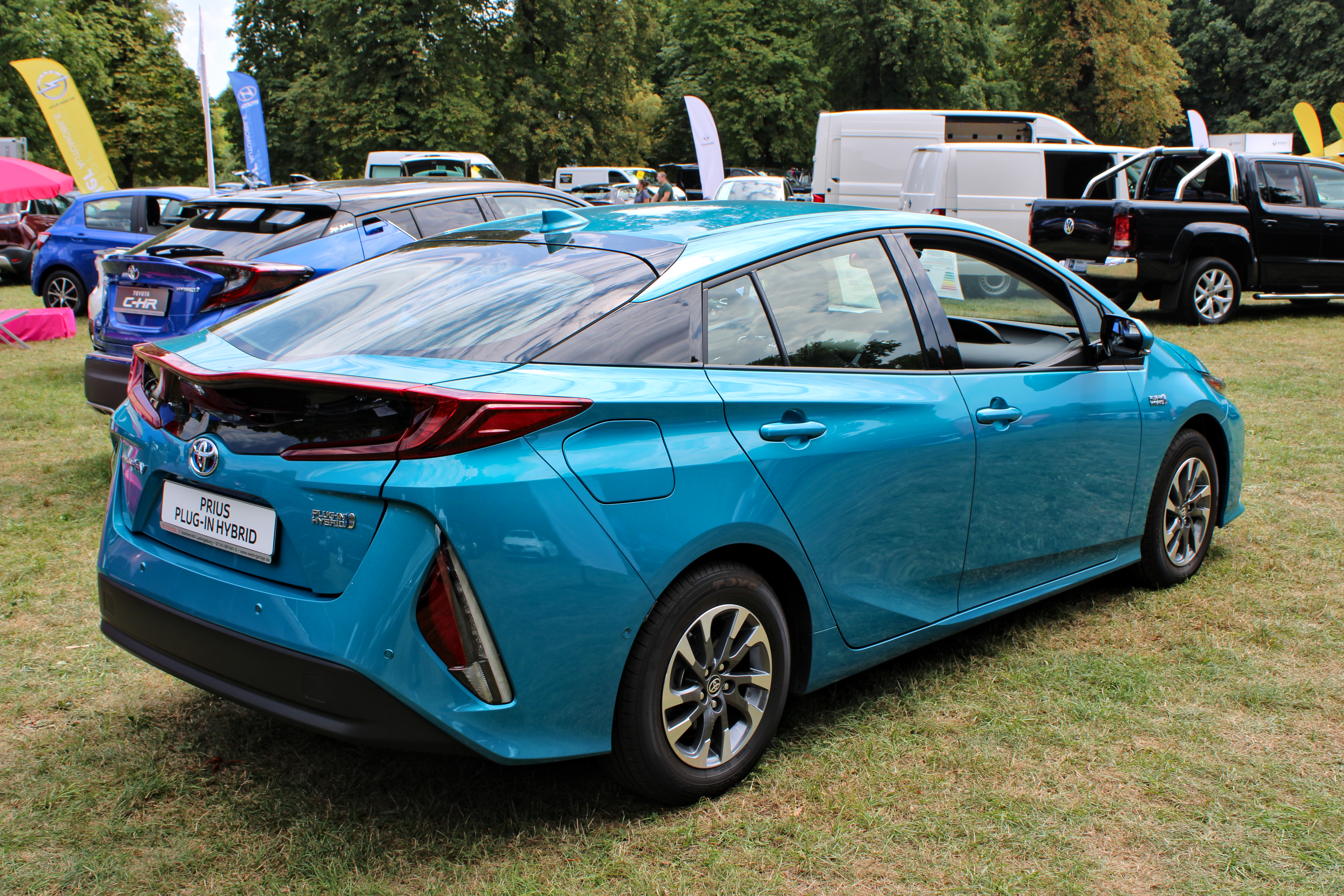

## Cinquième génération (depuis 2022)
La cinquième génération de Toyota Prius est présentée le 16 novembre 2022 au salon de l'automobile de Los Angeles, vingt-cinq ans après la première génération. Elle est commercialisée au printemps 2023
La Prius V est plus longue et plus basse que la quatrième génération, tandis que l'empattement grandit. Elle reçoit des jantes de 19 pouces et un pare-brise reculé, ainsi qu'une nouvelle signature lumineuse en forme de crochets. L'écran central tactile mesure 12,3 pouces et l'instrumentation numérique 7 pouces. Comme pour sa prédécesseure, cette cinquième génération de Prius propose, en option, un toit doté de panneaux solaires.

### Caractéristiques techniques
La Prius repose sur la seconde génération de la plateforme technique TNGA GA-C de Toyota.

#### Motorisations
La Prius V est disponible en version hybride à l'international, et uniquement en hybride rechargeable en Europe. La nouvelle Prius est équipée d'un quatre cylindres essence 2 l de 148 ch et d'un moteur électrique de 160 ch. L'ensemble délivre une puissance combinée de 194 ch sur la version non rechargeable et 223 ch pour la version rechargeable associée à une batterie au lithium-ion de 13,6 kWh. Alors que celle de la Prius IV avait une capacité de 8,8 kWh, cette batterie permet d'augmenter l'autonomie électrique de la Prius hybride rechargeable de 50 % (70 km). Celle-ci dépasse les 100 km avec des jantes de 17 pouces.

#### Finitions
- Dynamic
- Design

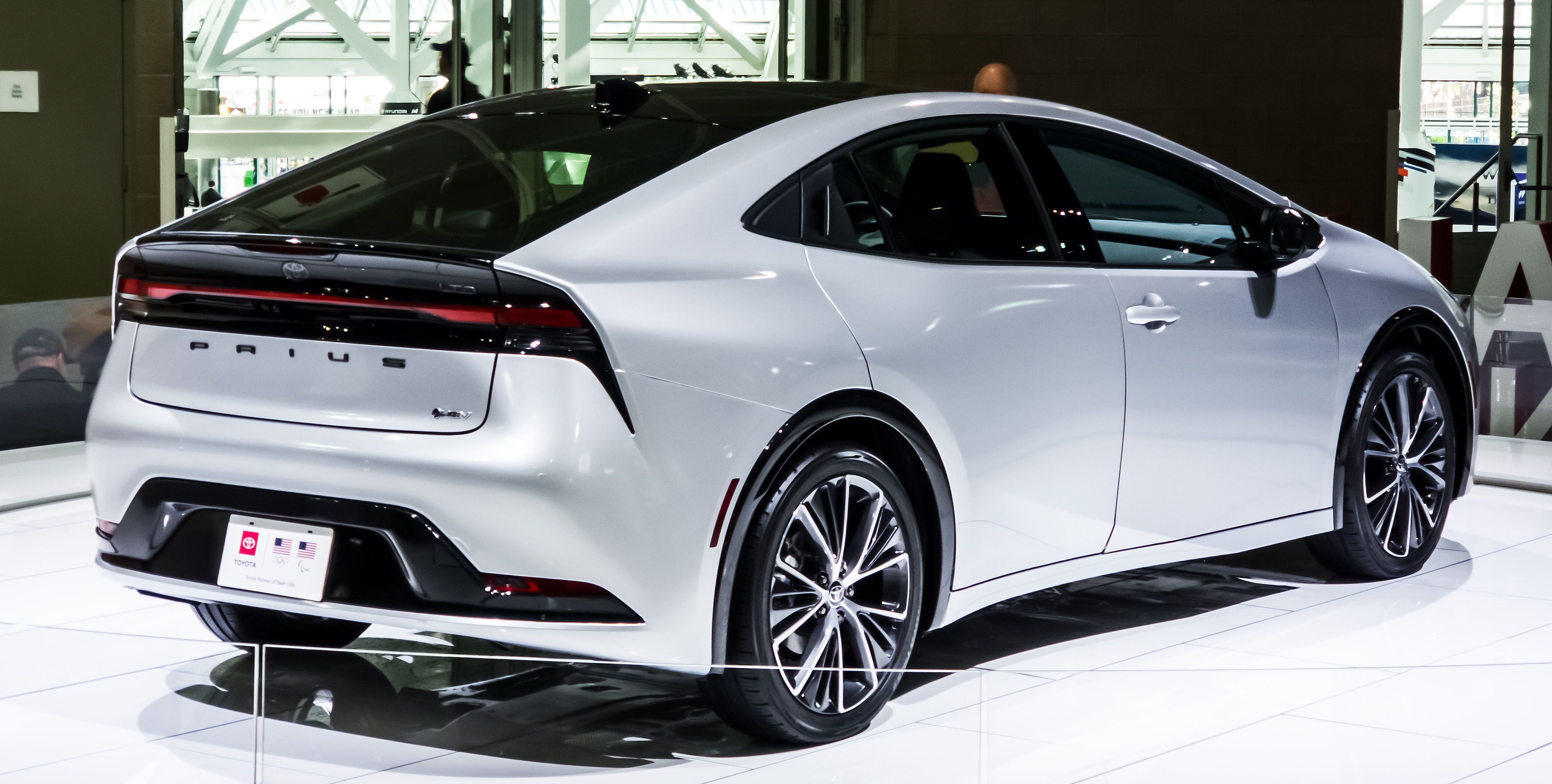
Vue arrière

- Lounge, la seule disponible avec panneaux solaires

#### Concept car
En juin 2023, Toyota présente le concept Toyota Prius 24h Le Mans Centennial GR Edition à l'occasion du centenaire des 24h du Mans.
Le concept car est préparé par la division sportive du constructeur, Toyota Gazoo Racing (TGR), et reçoit des équipements spécifiques :
- jupes latérales, canards, grand aileron arrière, diffuseur arrière ;
- capot en fibre de carbone ;
- suspension à voie large ;
- pneus 235/50R18 pouces et jantes aérodynamiques exclusives
- projecteurs multiples.